# 小普爾加區

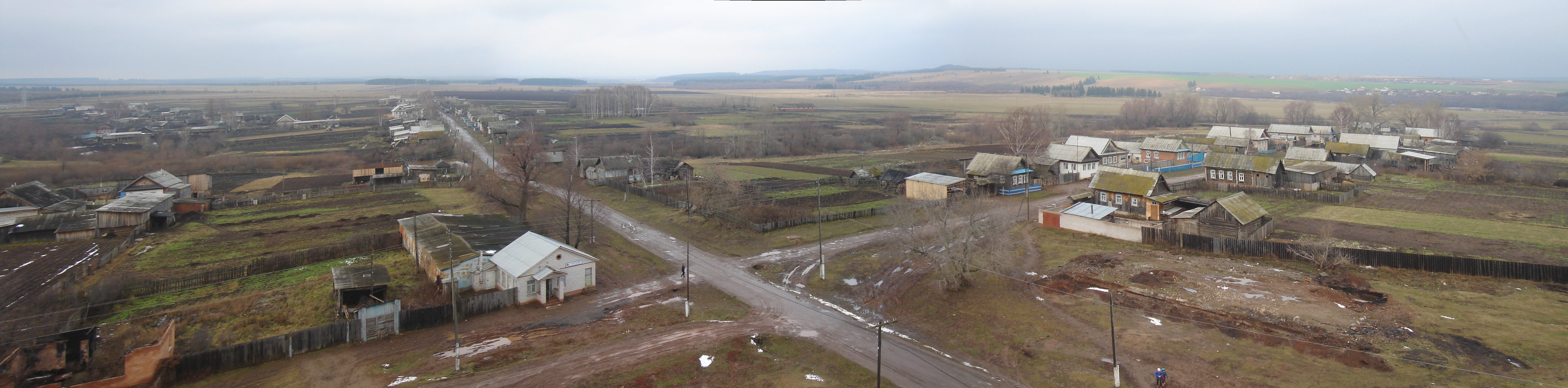

56°33′15″N 52°59′43″E / 56.55417°N 52.99528°E
小普爾加區（俄语：Малопургинский район），是俄羅斯的一個區，位於該國西南部，由烏德穆爾特共和國負責管轄，面積1,223.2平方公里，2010年人口33,058，人口密度每平方公里27.03人。